# Гонконгский университет науки и технологии
Гонконгский университет науки и технологии (香港科技大學, Hong Kong University of Science and Technology или HKUST) — общественный исследовательский университет, расположенный в Гонконге, в районе Клир-Уотер-Бей (округ Сайкун). Основан в 1991 году, состоит из четырёх школ, которые предоставляют степень бакалавра в области бизнеса, инжиниринга, социальных и гуманитарных наук. Согласно различным рейтингам, входит в тройку ведущих университетов города, а также в число лучших университетов Китая и Азии. Престижной считается и университетская Школа бизнеса и менеджмента.

## История
Основан в 1991 году решением правительства Гонконга, став третьим университетом города после Гонконгского университета и Китайского университета Гонконга. Создание нового учебного заведения началось в 1986 году со строительства кампуса, заложенного на месте бывшей британской военной базы Кохима-Камп. В первые годы несколько видных учёных получили должности в Гонконгском университете науки и технологии, в том числе физик Лерой Чанг и инженер Томас Стелсон.
Изначально создание университета превысило бюджет, выделенный правительством и Королевским жокей-клубом Гонконга, однако президент учебного заведения Ву Чиавэй смог собрать недостающие средства. К 1992 году общежития и спортивные залы были расширены из расчёта на 7 тыс. студентов. В дальнейшем, благодаря спонсорам и филантропам, в кампусе были построены несколько новых корпусов (в том числе The Hong Kong Jockey Club Enterprise Center), библиотека, общежития и автобусная станция.
Гонконгский университет науки и технологии тесно сотрудничает (в том числе в сфере исследований и программ студенческого обмена) с Сианьским университетом Цзяотун (Сиань), Корнеллским университетом, Технологическим институтом Джорджии, Иллинойсским университетом в Урбане-Шампейне, университетом Пердью, Пенсильванским университетом, Калифорнийским университетом, Швейцарской высшей технической школой Цюриха, Королевским технологическим институтом, университетским колледжем Лондона, Бристольским университетом, Мюнхенским техническим университетом, а также другими университетами США, Австралии, Великобритании и Японии.
Привлечение к работе иностранных преподавателей составляет основу стратегии Гонконгского университета науки и технологии. Более 80 % профессоров, работающих университете, являются выпускниками ведущих мировых учебных заведений, таких как Кембридж, Оксфорд, Стэнфорд. В 2014 году университет стал одним из самых быстрорастущих институтов в мире. Количество заявок в 2015 году по сравнению с 2014 годом увеличилось на 54 %, количество заявок из континентального Китая ‒ на 53 %, а из некоторых его провинций ‒ на целых 75 %. Половина всех заявок, поступивших в Гонконгский университет науки и технологии, приходится на Пекин, Шанхай, Гуандун и Ляонин.

## Структура
- Школа наук (департаменты науки о жизни, математики, химии, физики)[10]
- Инженерная школа (департаменты химической и биомолекулярной инженерии, гражданского и экологического инжиниринга, компьютерных наук и инженерии, электроники и вычислительной техники, промышленного инжиниринга и управления логистикой, механической и аэрокосмической инженерии)
- Школа бизнеса и менеджмента (департаменты экономики, финансов, информационных систем, деловой статистики и операционного управления, бухгалтерского учёта)[11]
- Школа гуманитарный и социальных наук (департаменты гуманитарных наук и социальных наук, центр языкового обучения)
- Офис междисциплинарных программ (департаменты биомедицинской инженерии и окружающей среды)

Совместно с Городским университетом Гонконга, университетом Линнань, Гонконгским университетом и Гонконгским институтом образования Гонконгский университет науки и технологии поддерживает деятельность Гонконгского виртуального университета.

## Кампус
Кампус расположен в северной части полуострова Клир-Уотер-Бей, на побережье залива Порт-Шелтер, в округе Сайкун. На территории в 58 гектаров находятся The Academic Building, University Centre, Hong Kong Jockey Club Atrium, спортивный зал имени Хо (S.H. Ho Sports Hall), спортивные площадки, университетская поликлиника, студенческие общежития, жилые апартаменты, квартал для руководства и дом президента университета. Построенный на склоне холма, университетский кампус террасами спускается к морю. Здания связаны между собой лестницами, проходами и балконами, с которых открываются панорамные виды. В кампусе проводится политика охраны окружающей среды.
The Academic Building объединяет 10 лекционных залов, учебные классы, лаборатории и административные офисы. В построенном в 2013 году на средства миллиардера Ли Шауки комплексе Lee Shau Kee Business Building размещаются классы и офисы школы бизнеса и менеджмента. В пятиэтажной университетской библиотеке хранятся более 700 тыс. книг, а также большое число периодических изданий и электронных файлов. Кроме того, библиотека Гонконгского университета науки и технологии славится коллекцией старинных китайских и европейских карт. В отличие от других университетских библиотек Гонконга, эта открыта не только для студентов вуза.
Отдельный кампус университета расположен в Гуанчжоу.

## Научные исследования
Гонконгский университет науки и технологии специализируется на исследованиях в области биологии, физики, химии, математики, защиты окружающей среды и материаловедения.
Школа наук управляет Исследовательским институтом биотехнологий, Центральной исследовательской лабораторией биологических наук, Институтом нанотехнологий и наук имени Уильяма Монга, Центром характеристики и подготовки материалов, исследовательской фермой и ботаническим садом. Инженерная школа управляет геотехнической центрифугой, Инновационной лабораторией (совместный проект университета и компании Huawei), Ключевой лабораторией информационных технологий (совместный проект университета, Министерства образования Китая и компании Microsoft), центром глобальных и общественных обязательств (поддерживает университетскую команду по робототехнике).